# Communauté de communes de Bozouls Comtal
La  Communauté de communes de Bozouls Comtal  est une ancienne communauté de communes française, située dans le département de l'Aveyron.

## Administration
| Période | Période  | Identité          | Étiquette | Qualité                              |
| ------- | -------- | ----------------- | --------- | ------------------------------------ |
| 2008    | en cours | Jean-Michel Lalle | UMP       | Maire de Rodelle, conseiller général |

## Composition
Elle était composée des 5 communes suivantes :
| Nom             | Code Insee | Gentilé        | Superficie (km2) | Population (dernière pop. légale) | Densité (hab./km2) |
| --------------- | ---------- | -------------- | ---------------- | --------------------------------- | ------------------ |
| Bozouls (siège) | 12033      | Bozoulais      | 69,69            | 2 781 (2014)                      | 40                 |
| Gabriac         | 12106      | Gabriaciens    | 25,54            | 500 (2014)                        | 20                 |
| La Loubière     | 12131      | Lobiérois      | 28,71            | 1 475 (2014)                      | 51                 |
| Montrozier      | 12157      | Montroziériens | 46,78            | 1 542 (2014)                      | 33                 |
| Rodelle         | 12201      | Rodellois      | 53,43            | 1 082 (2014)                      | 20                 |

## Sources
- Base de données ASPIC pour l'Aveyron édition 11/2006
- le SPLAF pour l'Aveyron édition 11/2006